# David Maillu
David Maillu, född 19 oktober 1939, är en kenyansk författare. Han har skrivit fler än fyrtio böcker, såväl provokativa romaner som diktverk. Han har även skrivit barnböcker. I denna genre utgavs hans första bok, Kisalu and His Fruit Garden and Other Stories, 1972. 1973 gavs hans första bok ut, Unfit for Human Consumption.
Han föddes i Kilungu i Kenyas östligaste delar, i en familj till fattiga och ej läskunniga jordbrukare. Hans far och mor visste inte när han föddes, men han har fastställt datumet till den 19 oktober 1939, även om datumet är något oklart. Han har bland annat studerat på Cambridge. Han har fru och barn.

## Fotnoter
1. ↑  Internet Speculative Fiction Database, ISFDB författar-ID: 231584, läst: 9 oktober 2017.[källa från Wikidata]